# Trzebiszyn (Opole)
Trzebiszyn (Duits: Trebitschin) is een dorp in de Poolse woiwodschap Opole. De plaats maakt deel uit van de gemeente Lasowice Wielkie en telt 248 inwoners.